# Сыверма
Сыверма — плато в северо-западной части Среднесибирского плоскогорья.
На севере ограничено плато Путорана, на востоке — Вилюйским плато, на юге и западе — рекой Нижняя Тунгуска.
Максимальная высота — больше 1000 м на западе. Покрыто тундрой.
По плато протекают реки, вытекающие из склонов плата Путорана — Виви и другие правые притоки Нижней Тунгуски.
Климат на плато очень суровый: в селе Тура, его южной окраине вдоль Нижней Тунгуски, диапазон среднемесячных температур составляет от −36 °C в январе до 16 °C в июле, выпадает очень большое количество осадков, в результате вся площадь плато покрыта вечной мерзлотой, мерзлый грунт достигает более 1000 метров.
Доминирующий растительный покров в этом районе — тайга, бореальные леса хвойных пород. Учитывая климатические особенности и вечную мерзлоту, лес растёт очень медленно.